# Народна Рада (політична організація)
Народна Рада — політична організація галицьких народовців, заснована 24 жовтня 1885 у Львові під проводом Юліана Романчука з метою продовжувати традиції Головної Руської Ради 1848 року: на противагу опанованій москвофілами «Руській Раді» («Русская Рада»), яка від цих традицій відступила.
«Народна Рада» випустила відозву до «русинів галицької землі», а перші її загальні збори відбулися 2 лютого 1888.
Перший голова — Олександр Огоновський.
Друкованими органами «Народної Ради» були частково «Батьківщина» та «Діло».
Стояла на позиціях єдності галицьких українців з наддніпрянцями й окремішності від польського і російського народів, ставила своєю метою оборону конституційних прав галицьких українців і рівности з іншими народами Австро-Угорщини та вимагала поділу Галичини на українську та польську частини.
Не була партією, її члени були лише інтелігенти, і вона практично не мала філій. На її базі 1899 року постала Національно-Демократична Партія.